# Przeczyca (gromada)
Przeczyca – dawna gromada.
Gromadę Przeczyca z siedzibą GRN w Przeczycy utworzono w powiecie jasielskim w woj. rzeszowskim na mocy uchwały nr 22/54 WRN w Rzeszowie z dnia 5 października 1954. W skład jednostki weszły obszary dotychczasowych gromad Przeczyca i Skurowa ze zniesionej gminy Brzostek II w tymże powiecie. Dla gromady ustalono 11 członków gromadzkiej rady narodowej.
30 czerwca 1960 gromadę zniesiono, włączając jej obszar do gromady Brzostek w tymże powiecie.